# Sociedad Acústica de América

La identidad de marca actual fue presentada el 2 de abril de 2018

La Sociedad de Acústica de America (ASA, por sus siglas en inglés) es una sociedad científica internacional fundada en 1929 dedicada a generar, diseminar y promover el conocimiento de la acústica y sus aplicaciones prácticas. La Sociedad es principalmente una organización voluntaria de aproximadamente 7500 miembros y atrae el interés, compromiso, y servicio de muchos profesionales.

## Comités técnicos
La Sociedad tiene 13 comités técnicos que representan intereses especializados en el campo de la acústica. Los comités organizan sesiones técnicas en conferencias y son responsables de la representación de su subcampo en publicaciones de ASA. Los comités incluyen:
- Oceanografía acústica
- Bioacústica animal
- Acústica arquitectónica
- Acústica biomédica
- Acústica computacional (Grupo de Especialidad Técnica)
- Ingeniería acústica
- Acústica musical
- Ruido
- Acústica física
- Psicoacoustica
- Procesamiento de señales del audio
- Comunicación oral
- Vibración y acústica estructural
- Acústica submarina[3]

## Publicaciones
La Sociedad de Acústica de América publica una variedad amplia de material relacionado al conocimiento y aplicación práctica de acústica en física, ingeniería, arquitectura, ruido, oceanografía, biología, comunicación oral, oído humano, psicología y música. 
- - The Journal of the Acoustical Society of America (JASA)
  - JASA Express Letters
  - Proceedings of Meetings on Acoustics (POMA)
  - Acoustics Today[4]